# البوعاصي
قرية سوريا من محافظة الرقة تتبع ادارياً منطقة الثورة ناحية المنصورةمن الضفة اليمنى لنهر الفرات كما تبعد عن مدينة الثورة25 كم وعن قرية عايد كبير 16 كم وتطل على بحيرة الاسد التي تقع شمال القرية وتفصل بينهما قرية صغيرة تسمى ‘‘الجراد’’ وإلى الشرق من البوعاصي قرية السلماني ومحمية عايد، ومن الغرب شعيب الذكر اغلب سكانها من قبيلة البكارة وعدد السكان 5000 نسمة وتبلغ مساحة القرية 15000 كم مربع كما انها تقع على الطريق الرئيسي حلب الرقة ويوجد بها صوامع لتخزين الحبوب حيث تبلغ سعتها التخزينية 90 ألف طن